# 赫苏斯·费雷罗
赫苏斯·费雷罗（西班牙語：Jesús Ferrero，1952年12月30日—）是西班牙萨莫拉省出身的作家。

## 经历
1952年出生于萨莫拉省。在萨拉戈萨学习文学，巴黎社会科学高等学院研究希腊史。
他的处女作《阴阳差错》获得了1982年的巴塞罗那城市奖。
2009年9月参加了第16届北京国际图书博览会，为中国读者签名售书。
他为中国作家陈染的作品《私人生活》西班牙语译本做了序。这本书于2019年4月由天际线出版社出版。

## 中文译本
- 赫苏斯·费雷罗. . 新经典·西班牙当代文学经典. 由周诚慧 奚晓清翻译. 北京十月文艺出版社. 2009年9月. ISBN 9787530209912.